# Schutzhaftlagerführer

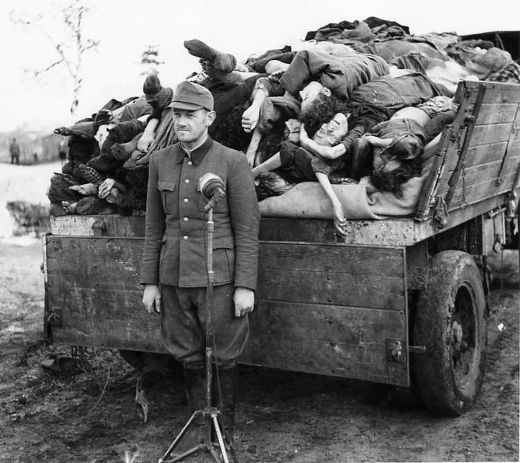
Franz Hößler ejerció como Schutzhaftlagerführer en Mittelbau-Dora. Aparece posando después de ser capturado por los Aliados en 1945.

Schutzhaftlagerführer (Jefe del "Campo de Detención Preventiva") era un título militar de las SS, específico para los campos de concentración y exterminio vigilados por las SS-Totenkopfverbande ("Unidades de la Calavera"). Un Schutzhaftlagerführer estaba a cargo de la función económica del campo. Por lo general, había más de un hombre de las SS realizando esa función en cada ubicación debido a su enorme tamaño. El Schutzhaftlagerführer recibía pedidos de las oficinas centrales de Berlín, como la DEST, gestionada directamente por las SS. La vida de los prisioneros estaba enteramente en sus manos. Sus órdenes, que generalmente implicaban malos tratos rutinarios a las víctimas condenadas, se cumplían mediante "asignaciones" para que no tuvieran que ocuparse de los muertos que resultaban de ellas.
El Schutzhaftlagerführer y sus ayudantes eran responsables del funcionamiento del campo. El Schutzhaftlagerführer tenía que mantener el orden, ocuparse de las rutinas diarias, pasar lista, etc. Bajo mando estaban el Rapportführer, el Arbeitseinsatzführer y la Oberaufseherin (si había un campo de mujeres). Eran directamente responsables del orden en el campo y asignaban prisioneros a los trabajo externos. Los Blockführer, los cuales eran responsable de uno o más cuarteles, estaban subordinados a ellos.
| Nombre                       | Mayor rango de las SS conseguido | Equivalente al ejército | Campo de concentración                   |
| ---------------------------- | -------------------------------- | ----------------------- | ---------------------------------------- |
| Hans Aumeier                 | SS-Sturmbannführer               | Mayor                   | Auschwitz I                              |
| Georg Bachmayer              | SS-Hauptsturmführer              | Capitán                 | Mauthausen                               |
| Hermann Baranowski           | SS-Oberführer                    | Coronel mayor           | Dachau                                   |
| Hermann Campe                | SS-Obersturmführer               |                         | Natzweiler-Struthof, Bergen-Belsen       |
| Karl Fritzsch                | SS-Hauptsturmführer              | Capitán                 | Auschwitz, Flossenbürg                   |
| Otto Harder                  | SS-Untersturmführer              | Subteniente             | Ahlem                                    |
| Franz Hössler                | SS-Obersturmführer               | Teniente primero        | Auschwitz, Mittelbau-Dora, Bergen-Belsen |
| Karl-Otto Koch               | SS-Standartenführer              | Coronel                 | Lichtenburg                              |
| Josef Kramer                 | SS-Hauptsturmführer              | Capitán                 | Natzweiler-Struthof                      |
| Paul Heinrich Theodor Müller | SS-Obersturmführer               | Teniente primero        | Auschwitz I                              |
| Alexander Piorkowski         | SS-Sturmbannführer               | Mayor                   | Dachau                                   |
| Wilhelm Ruppert              |                                  |                         | Dachau, Majdanek                         |
| Albert Sauer                 |                                  |                         | Sachsenhausen                            |
| Wilhelm Schitli              | SS-Hauptsturmführer              | Capitán                 | Neuengamme                               |
| Wolfgang Seuß                | SS-Hauptscharführer              |                         | Natzweiler-Struthof                      |
| Günther Tamaschke            | SS-Standartenführer              | Coronel                 | Dachau                                   |
| Anton Thumann                | SS-Obersturmführer               | Teniente primero        | Gross-Rosen, Majdanek, Neuengamme        |
| Jakob Weiseborn              | SS-Sturmbannführer               | Mayor                   | Dachau, Sachsenhausen, Buchenwald        |
| Egon Zill                    | SS-Sturmbannführer               | Mayor                   | Lichtenburg, Dachau, Buchenwald          |